# Baskaran Adhiban
Baskaran Adhiban (Tamil Nadu, 15 d'agost de 1992) és un jugador d'escacs indi, que té el títol de Gran Mestre des de 2010.
A la llista d'Elo de la FIDE del març de 2021, hi tenia un Elo de 2659 punts, cosa que en feia el jugador número 4 (en actiu) de l'Índia, i el número 84 del rànquing mundial. El seu màxim Elo va ser de 2674 punts, a la llista del setembre de 2015.

## Resultats destacats en competició
El 2008 es proclamà Campió del món Sub-16 a Vũng Tàu., i també Campió de l'Índia el 2010.
El 2010 empatà als llocs 1r-6è amb Martyn Kravtsiv, Aleksei Dréiev, Maksim Túrov, Dmitri Kókarev i Aleksei Aleksàndrov al II Obert Orissa a Bhubaneshwar.
A la Copa del Món de 2013, Adhiban hi va tenir una molt bona actuació, tot guanyant el GM rus Ievgueni Alekséiev (de 2710 Elo) a la primera ronda, i Alexandr Fier a la segona, fins que fou eliminat en tercera ronda per Hikaru Nakamura 2-0. El setembre de 2013 Adhiban va guanyar el XVI Obert d'escacs de Sants, Hostafrancs i la Bordeta, amb una puntuació de 8½ sobre 10, en un torneig on hi havia 23 GMs i 28 MIs. Adhiban quedà mig punt per damunt de Jorge Cori, Vladímir Potkin, Jan Gustafsson i Burak Firat.
El juliol de 2014 fou campió de l'Obert del Festival de Biel.
El juliol de 2015 fou campió de l'Obert de Benasc amb 8½ punts de 10, mig punt per davant d'un grup de sis GM: Julio Granda Zúñiga, Jorge Cori, Daniel Naroditsky, Sergey Grigoriants, Ievgueni Romànov i Tal Baron. També el juliol de 2015, fou subcampió de l'Obert del Festival de Biel per darrere del Gran Mestre israelià Emil Sutovsky.
El gener de 2016 fou campió del Tata Steel Challangers amb 9 punts de 13, amb els mateixos punts però millor desempat que Eltaj Safarli i Aleksei Dréiev. L'agost del 2016 fou subcampió del Festival d'escacs d'Abu Dhabi amb 7 de 9, els mateixos punts que Bassem Amin però amb millor desempat (el campió fou Dmitri Andreikin). El 2018 es proclamà campió de l'Obert d'escacs de Reykjavík, per damunt de Maxime Lagarde.

### Participació en olimpíades d'escacs
Adhiban ha participat, representant Índia, en una vegada les Olimpíades d'escacs l'any 2010, amb un resultat de (+2 =3 –1), per un 58,3% de la puntuació.